# Гибенталь, Карл Иванович
Карл Иванович Гибенталь, также Карл-Филипп Врангель фон Гюбенталь (1786—1858), — российский хирург, доктор медицины (1805).
Одним из первых в Европе, в конце 1811 или начале 1812 года, стал использовать для фиксации костей при переломах гипс, который он применял в форме двустороннего слепка, прикрепляемого к повреждённой конечности бинтами. Совершенствование этой методики в дальнейшем привело к созданию гипсовой повязки. Предложил ряд инструментов для урологии. Автор научных работ по борьбе с холерой и другими эпидемиологическими болезнями.

## Биография
Родился в 1786 году в Кашинском уезде Тверской губернии. В 1805 году после учёбы в Геттингенском и Марбургском университетах получил степень доктора медицины и был определён полковым врачом в русскую армию. Принимал участие в походах и боевых действиях в 1805—1808 гг.
В 1811 году приехал в Минск. Работал оператором и инспектором Минской (с июня 1811 по июль 1812 года) врачебной управы. Во время Отечественной войны 1812 года служил в Первой армии Барклая-де-Толли, участвовал в Бородинском сражении. После окончания войны работал оператором Тверской врачебной управы; 4 сентября 1816 года переехал в Витебск. В Витебске работал оператором и инспектором Витебской врачебной управы.
М. О. Маркс в своих воспоминаниях отзывался о Гибентале негативно: «Успехи и в служебных и в финансовых отношениях породили в нём тот психологический феномен, который можно назвать самообожанием, а отсутствие нравственных и физических препятствий к дальнейшему развитию этого искривления характера сделали его высокомерным гордецом. Он был вполне уверен, что с одного взгляда узнавал сущность болезни пациента, не спрашивая даже, что тот чувствует, и не прибегая ни к каким научным диагнозам». Тем не менее, современные историки медицины дают положительную оценку профессиональной деятельности Гибенталя.
24 марта 1839 года по собственной просьбе уволен с должности инспектора Витебской врачебной управы и остался жить в Витебске, являлся почётным попечителем Витебской гимназии (в 1845—1847 и 1853—1856 гг.).
Умер 1 (13) сентября 1858 года.

## Комментарии
1. ↑  Карл Иванович — русифицированная форма имени[1]. Фамилию сам он использовал как в написании Гибенталь, так и Гюбенталь. Первый вариант в документах и литературе встречается чаще[2].
2. ↑  Рапорт Гибенталя о методе лечения «изломанных костей без бандажа» в Медико-хирургическую академию датирован 7 февраля 1812 года[2], однако первая публикация о нём состоялась только в 1816 году в немецкоязычном журнале «Russische Sammlung für Naturwissenschaft und Heilkunst», вследствие чего европейская историография отдаёт приоритет голландскому врачу Петри Хендриксу[3].